# Jevgenija Tjikunova
Jevgenija Igorevna Tjikunova (ryska: Евгения Игоревна Чикунова), född 17 november 2004 i Sankt Petersburg, är en rysk simmare.

## Karriär
Vid kortbane-VM 2024 i Budapest tog Tjikunova silver på 200 meter bröstsim.